# Đường Kách mệnh
Đường Kách mệnh (hay Đường Cách mệnh, cũng có thể hiểu là Đường Cách mạng, tên cuốn sách trên bản gốc được viết là "Dường Kách mệnh") là tác phẩm ghi lại những bài giảng của Nguyễn Ái Quốc (Chủ tịch Hồ Chí Minh) cho các lớp đào tạo cán bộ tại Quảng Châu do Bộ tuyên truyền của "Hội Liên hiệp các dân tộc bị áp bức ở Á Đông" phát hành vào đầu năm 1927. Cuốn sách này đánh dấu cho sự truyền bá Chủ nghĩa Marx – Lenin vào Việt Nam những năm 20 của thế kỷ XX.

## Về tên gọi
Theo nhà báo – học giả Quang Đạm, hai chữ "kách mệnh" từ Trung Quốc vào Việt Nam có thể là vào những năm xã hội Việt Nam tiếp nhận "Tân thư" của Khang Hữu Vi, Lương Khải Siêu (cùng khoảng thời gian với các tác phẩm từ nước Pháp của R.Descartes, Montesquieu). Chữ "cách mệnh" theo tinh thần của Nho giáo Trung Quốc là "đổi cái mệnh Trời giao cho con Trời (thiên tử) – là vua nếu vua không làm tròn nhiệm vụ, giữ cái mệnh ấy, vì vậy phải giao "sứ mệnh" này cho con Trời khác".

## Nội dung và bố cục
Nội dung cuốn sách được phân chia theo từng vấn đề và số trang cũng được đánh theo từng vấn đề, chứ không có số trang cho toàn cuốn sách. Tác phẩm được triển khai theo ba nội dung cơ bản: Những vấn đề lý luận cách mạng chung; tổng kết các cuộc cách mạng điển hình trên thế giới, rút ra bài học cho cách mạng Việt Nam; xác định phương pháp tổ chức và hoạt động cách mạng. Cụ thể có 15 vấn đề được đề cập: 
1. Tư cách một người cách mệnh;
2. Vì sao phải viết sách này?;
3. Cách mệnh;
4. Lịch sử cách mệnh Mỹ;
5. Cách mệnh Pháp;
6. Lịch sử cách mệnh Nga;
7. Quốc tế;
8. Phụ nữ quốc tế;
9. Công nhân quốc tế;
10. Cộng sản thanh niên quốc tế;
11. Quốc tế giúp đỡ;
12. Quốc tế cứu tế đỏ;
13. Cách tổ chức công hội;
14. Tổ chức dân cày; và
15. Hợp tác xã.[1]

Trong mục Vì sao phải viết sách này?, mở đầu đã ghi tóm tắt nội dung cuốn sách: 
| “                | Mục đích sách này là để nói cho đồng bào ta biết rõ: 1) Vì sao chúng ta muốn sống thì phải Kách mệnh. 2) Vì sao Kách mệnh là việc chung cả dân chúng chứ không phải việc một hai người. 3) Đem lịch sử Kách mệnh các nước làm gương cho chúng ta soi. 4) Đem phong trào thế giới nói cho đồng bào ta rõ. 5) Ai là bạn ta? Ai là thù ta? 6) Kách mệnh thì phải làm thế nào?". (...) Sách này chỉ ước ao sao đồng bào xem rồi thì nghĩ lại, nghĩ rồi thì tỉnh dậy, tỉnh rồi thì đứng lên đoàn kết nhau mà làm Kách mệnh. | ” |
| — Nguyễn Ái Quốc | |   |

Đường kách mệnh giới thiệu tính chất và kinh nghiệm các cuộc cách mạng Mỹ (1776), cách mạng Pháp (1789), Cách mạng tháng Mười Nga (1917) và khẳng định chỉ có Cách mạng tháng Mười Nga là triệt để. Sau đó tiếp tục giới thiệu về Quốc tế I, Quốc tế II; phê phán đường lối phi mác xít của những người cơ hội trong Quốc tế II. Nguyễn Ái Quốc cho rằng cách mạng Việt Nam là bộ phận khăng khít của phong trào cách mạng thế giới và để đảm bảo sự thắng lợi đó, nó phải dựa vào Quốc tế III, tức Quốc tế Cộng sản.
Về đảng chính trị, Nguyễn Ái Quốc xem đảng cách mệnh, đảng cộng sản là nhân tố quyết định sự thành công của cách mệnh. Tác giả cũng xác định khái niệm lực lượng cách mạng dựa vào tiêu chí "bị áp bức": "ai mà bị áp bức càng nặng thì lòng cách mệnh càng bền, chí cách mệnh càng quyết" nên  "công nông là gốc cách mệnh", không chỉ vì họ chiếm số đông trong dân chúng mà cơ bản là họ bị áp bức, bóc lột nặng nề nhất, tàn bạo nhất. Nguyễn Ái Quốc coi "học trò, nhà buôn nhỏ, điền chủ nhỏ... là bầu bạn cách mệnh của công nông".

## In ấn và phân phối
Sách được in tại Quảng Châu. Sau đó một số được Nguyễn Công Thu mang về Hà Nội qua đường Cống Chạp – Lạng Sơn, một số khác theo hành trang của Nguyễn Lương Bằng, làm việc trên tàu "Sông Po" chạy tuyến đường thủy Quảng Châu – Hải Phòng, để mang sách về Hải Phòng, Hải Dương. Những tài liệu cách mạng từ nước ngoài gửi về, đặc biệt là những tài liệu liên quan đến Nguyễn Ái Quốc bị chính quyền thuộc địa Pháp tại Việt Nam xếp vào hàng quốc cấm. Ai tàng trữ, sử dụng và truyền bá những tài liệu này, nếu bị bắt có tang chứng, đều bị đưa ra toà và bị phạt tù. Vì thế "Đường Kách mệnh" khi đưa về Việt Nam đều được vận chuyển bí mật, phải che giấu và nguy trang dưới nhiều hình thức.
Sách do Nguyễn Lương Bằng mang về đến Hải Phòng được đưa lên cất giấu tại ngôi nhà số 157 C (trên gác 2), phố Lê Lợi (tên thời Pháp là Avenue de Belgique) là một trạm giao thông liên lạc mà Nguyễn Ái Quốc đã cử Lý Hồng Nhật về xây dựng, rồi giao lại cho Lê Văn Hiền phụ trách, từ đó mà phân phối đi các ngả. Trong hồi ký của lão thành cách mạng Nguyễn Văn Hoan, ông viết rằng chính ông Nguyễn Lương Bằng đã giao Đường Kách Mệnh cho ông tại ngôi nhà số 191 phố Hàng Cấp, thành phố Nam Định, để từ đó tỏa đi khắp vùng Sơn Nam Hạ (Nam Định, Thái Bình, Ninh Bình, Hà Nam).
Tại Hà Nội, các tài liệu sách báo như "Thanh Niên", "Công Nông", "Lính Kách Mệnh", Đường Kách Mệnh từ Quảng Châu gửi về rất ít về số lượng, không đáp ứng đủ nhu cầu sử dụng. Vì thế, các hội viên tại Hà Nội có sáng kiến cho tổ chức in lại những tài liệu quý hiếm đó, một hiện tượng mới trong xuất bản lúc đó gọi là "nối dài tira". Khi đó, Nguyễn Danh Đới, Bí thư Thành ủy Hà Nội đã phân công cho Nguyễn Đức Cảnh và một số người khác tổ chức cơ quan ấn loát tại nhà số 92, phố Chợ Đuổi (nay là phố Tuệ Tĩnh) in lại tài liệu của Nguyễn Ái Quốc gửi về.
Năm 1927, Đường Kách Mệnh theo đường biển về Sài Gòn, rồi từ đó phân phối khắp các tỉnh Nam kỳ. Từ thời kỳ này, Kỳ bộ Việt Nam Cách mạng Thanh niên đã mở các lớp huấn luyện và một vài tỉnh cũng mở được lớp ngắn ngày để bồi dưỡng chính trị cho hội viên mới. Chương trình và tài liệu huấn luyện theo như mô hình lớp huấn luyện của Nguyễn Ái Quốc ở Quảng Châu, chủ yếu là dựa vào quyển Đường Kách Mệnh. Ở An Giang, Đường Kách Mệnh được ngụy trang dưới hình thức kinh Phật (có tựa là "Đạo Nam kinh") bên trong là nội dung tác phẩm.

## Bảo vật quốc gia
Hiện nay Bảo tàng Lịch sử quốc gia còn lưu giữ một trong số ít những bản in đầu tiên năm 1927 của cuốn sách Đường Kách Mệnh. Bản in này được công nhận là Bảo vật quốc gia đợt 1, năm 2012.
Sách hình chữ nhật, gồm 100 trang in litô. Trang bìa được trình bày với dòng chữ trên cùng phía góc trái: Không fải sách bán, dưới đó là tên cuốn sách viết chữ to: Dường Kách mệnh. Dưới tiêu đề là một đoạn trích trong cuốn "Làm gì" của Lê-nin: Không kó lý-luận kách mệnh, thì không kó kách mệnh vận động... Chỉ kó theo lý-luận kách-mệnh tiền-fong, đảng kách-mệnh mới làm nổi trách-nhiệm kách mệnh tiền-fong. Dưới nữa là hình vẽ một người hai tay bị xiềng trong một hình tròn. Có đóng dấu hình êlíp màu tím của Liên hiệp Hội Việt Nam Hữu bộ và Bộ... (bị mất chữ), một phần của con dấu đóng đè lên hình vẽ, giữa hình con dấu là hai dòng chữ Hán. Dưới cùng là dòng chữ Bị Áp Bức Zân Tộc Liên Hợp Hội Tuyên Truyền Bộ Ấn-Hành.
Bản in cuốn sách này được lưu trữ kèm một Tờ trình viết chữ Nôm bằng mực son kể việc bắt được cuốn sách với nội dung như sau:
Tên con là Phó lý Nguyễn Văn Tôn, xã Hạ Trường, xin nộp quan huyện Thanh Hà quyển sách này. Con xin làm đơn trình sau. Bảo Đại năm thứ 5, ngày 29 tháng Hai.
Trên tờ giấy đó còn có chữ ký của Phó lý Nguyễn Văn Tôn, chữ "Nhất" và chữ "Phụng đệ" cùng với dấu của Tri huyện Thanh Hà. Tờ trình của Phó lý xã Hạ Trường (nay là xã Thanh Cường, huyện Thanh Hà, tỉnh Hải Dương) đã xác nhận một điều quan trọng là ngày 29 tháng Hai, Bảo Đại năm thứ 5, tức là ngày 28/3/1930, cuốn sách "cấm" đã bị tịch thu đồng thời nộp "tang vật" kèm theo tờ trình lên Tri huyện Thanh Hà và đã được viên quan cấp trên xác nhận (có dấu của huyện Thanh Hà). Nguyễn Lương Bằng, người được Nguyễn Ái Quốc giao đảm nhận đường dây giao thông liên lạc giữa Tổng bộ Việt Nam Cách mạng Thanh niên (ở Quảng Châu) với trong nước qua tuyến đường biển Quảng Châu – Hải Phòng.
Như vậy hành trình cuốn sách này về Việt Nam có thể được hình dung lại là: cuốn sách được Nguyễn Lương Bằng giấu trên những con tàu chạy tuyến đường Quảng Châu – Hải Phòng, đưa về quê ông ở Hải Dương, sau đó bị một ông lý trưởng bắt được và làm tờ trình gửi lên tri huyện Thanh Hà. Sau đó từ Hải Dương, cuốn sách được đưa vào hồ sơ sách cấm và được đưa về Tòa án tối cao của chính quyền thực dân Pháp ở Hà Nội lưu giữ. Sau ngày Việt Minh tiếp quản thủ đô Hà Nội (1954), ông Nguyễn Văn Hoan khi đó làm việc ở Tòa án nhân dân tối cao, trong quá trình sắp xếp lại tư liệu đã phát hiện ra cuốn "Đường Kách mệnh" của Nguyễn Ái Quốc. Ông đã chuyển bản in gốc này cho Bảo tàng Cách mạng Việt Nam (nay là Bảo tàng Lịch sử quốc gia).